# 上海陶氏中心
上海陶氏中心（英語：Shanghai Dow Center）是陶氏化学第一个商务和研发一体化中心，位于上海张江高科技园区，面积逾10万平方米，于2009年6月正式投入使用。主要研发领域有能源、水处理、建筑、交通、电子设备及个人护理等。

## 沿革
陶氏化学（中国）有限公司聘清美国晋思建筑咨询公司把此前的办公综合体转变成为公司新的亚太总部，该公司对在上海张江高科技园区的两座平行的L形大楼进行了大整修。一座楼用作行政办公室，另一座楼用作研发实验室。在这两座大楼之间，设计师们重新设计了一个突出状的建筑物，以使于它作为通过长廊连接两边10万平方米总部一个重要的部分。该建筑体中，包含会议室、大咖啡厅一个用户创新中心。中心最终目的是为强化陶氏化学（中国）有限公司不同业务单位之间联系。2009年，上海陶氏中心投入运营，这是陶氏美国之外最大的一体化研发中心，也是陶氏亚太区的商业和创新中心。